# Очигрије
Очигрије је насељено место у Босни и Херцеговини, у општини Бихаћ. Административно припада Федерацији Босне и Херцеговине, односно њеном Унско-санском кантону. Према попису становништва из 2013. у насељу је било 5 становника, а већинску популацију чинили су Срби.

## Географија
Налазе се близу границе са Хрватском, на десној обали реке Уне. Очигрије су смештене под шумом обраслог брда званог "Очигријанско брдо". А други назив за село је Ћелије.

## Историја
Место Очигрије се налазе 1894. године у саставу Бобољуске парохије са седиштем у Бобољусци. Удаљено је било око сат времена од границе. Ту су у 24 куће становале 183 православне душе. Идући из места уз реку Уну долази се до прелаза, из Лике у Босну, који се назива "Царев брод". Ту су нађене зидине некадашње цркве, а једна камена плоча која је могла бити остатак часне трпезе. Пре рата село се налазило у саставу општине Дрвар.

## Становништво
По последњем службеном попису становништва из 2013. године у овом насељу живело је свега 5 становника, а село је било етнички хомогено са већинском српском популацијом.
| Националност | 2013. | 1991.       | 1981.       | 1971.        |
| Срби         | —     | 54 (100,0%) | 86 (88,66%) | 133 (99,25%) |
| Југословени  | —     | 0           | 11 (11,34%) | 0            |
| остали       | —     | 0           | 0           | 1 (0,75%)    |
| Укупно       | 5     | 54          | 97          | 134          |